# Gelis delicatus
Gelis delicatus là một loài tò vò trong họ Ichneumonidae.